# Grand Prix automobile d'Argentine 1980
Le Grand Prix automobile d'Argentine 1980 est une course de Formule 1 qui s'est déroulée sur le circuit Oscar Alfredo Galvez à Buenos Aires le 13 janvier 1980.

## Classement
| Pos. | No | Pilote                | Écurie          | Tours | Temps/Abandon                     | Grille | Points |
| ---- | -- | --------------------- | --------------- | ----- | --------------------------------- | ------ | ------ |
| 1    | 27 | Alan Jones            | Williams-Ford   | 53    | 1 h 43 min 24 s 38 (183,531 km/h) | 1      | 9      |
| 2    | 5  | Nelson Piquet         | Brabham-Ford    | 53    | + 24 s 59                         | 4      | 6      |
| 3    | 21 | Keke Rosberg          | Fittipaldi-Ford | 53    | + 1 min 18 s 64                   | 13     | 4      |
| 4    | 4  | Derek Daly            | Tyrrell-Ford    | 53    | + 1 min 23 s 48                   | 22     | 3      |
| 5    | 23 | Bruno Giacomelli      | Alfa Romeo      | 52    | + 1 tour                          | 20     | 2      |
| 6    | 8  | Alain Prost           | McLaren-Ford    | 52    | + 1 tour                          | 12     | 1      |
| 7    | 6  | Ricardo Zunino        | Brabham-Ford    | 51    | + 2 tours                         | 16     |        |
| Abd. | 22 | Patrick Depailler     | Alfa Romeo      | 46    | Moteur                            | 23     |        |
| Abd. | 1  | Jody Scheckter        | Ferrari         | 45    | Moteur                            | 11     |        |
| Nc.  | 14 | Clay Regazzoni        | Ensign-Ford     | 44    | Non classé                        | 15     |        |
| Nc.  | 20 | Emerson Fittipaldi    | Fittipaldi-Ford | 37    | Non classé                        | 24     |        |
| Abd. | 2  | Gilles Villeneuve     | Ferrari         | 36    | Accident                          | 8      |        |
| Abd. | 26 | Jacques Laffite       | Ligier-Ford     | 30    | Moteur                            | 2      |        |
| Abd. | 9  | Marc Surer            | ATS-Ford        | 27    | Incendie                          | 21     |        |
| Abd. | 29 | Riccardo Patrese      | Arrows-Ford     | 27    | Moteur                            | 7      |        |
| Abd. | 11 | Mario Andretti        | Lotus-Ford      | 20    | Alimentation                      | 6      |        |
| Abd. | 30 | Jochen Mass           | Arrows-Ford     | 20    | Boîte de vitesses                 | 14     |        |
| Abd. | 28 | Carlos Reutemann      | Williams-Ford   | 12    | Surchauffe                        | 10     |        |
| Abd. | 12 | Elio De Angelis       | Lotus-Ford      | 7     | Suspension                        | 5      |        |
| Abd. | 7  | John Watson           | McLaren-Ford    | 5     | Fuite d'huile                     | 17     |        |
| Abd. | 15 | Jean-Pierre Jabouille | Renault         | 3     | Embrayage                         | 9      |        |
| Abd. | 16 | René Arnoux           | Renault         | 2     | Sortie de piste                   | 19     |        |
| Abd. | 25 | Didier Pironi         | Ligier-Ford     | 1     | Moteur                            | 3      |        |
| Abd. | 3  | Jean-Pierre Jarier    | Tyrrell-Ford    | 1     | Collision                         | 18     |        |
| Nq.  | 18 | David Kennedy         | Shadow-Ford     |       | Non qualifié                      |        |        |
| Nq.  | 17 | Stefan Johansson      | Shadow-Ford     |       | Non qualifié                      |        |        |
| Nq.  | 10 | Jan Lammers           | ATS-Ford        |       | Non qualifié                      |        |        |
| Nq.  | 31 | Eddie Cheever         | Osella-Ford     |       | Non qualifié                      |        |        |

## Pole position et record du tour
- Pole position : Alan Jones en 1 min 44 s 17 (vitesse moyenne : 206,247 km/h).
- Meilleur tour en course : Alan Jones en 1 min 50 s 45 au 5e tour (vitesse moyenne : 194,521 km/h).

## Tours en tête
- Alan Jones : 41 (1-17 / 30-53)
- Jacques Laffite : 12 (18-29)

## À noter
- 6e victoire pour Alan Jones.
- 6e victoire pour Williams en tant que constructeur.
- 126e victoire pour Ford-Cosworth en tant que motoriste.
- 1er engagement en Grand Prix d'une Osella (non qualification).